# Calathus ascendens
Calathus ascendens es una especie de escarabajo de tierra de la subfamilia Platyninae que es endémica de las Islas Canarias.